# Щербина Никифор Панасович
Панасович Ники́фор Щерби́на (1900, станиця Старокорсунська — 21 березня 1977, Нью-Йорк) — український поет.

## Біографія
Родом зі станиці Старокорсунської на Кубані, українець. Закінчив школу, вступив до Кубанського педагогічного інституту (1922), потім перевівся і закінчив Київський інститут народної освіти.
У 1926 р. повернувся в рідну станицю.
З 1927 р. — у Харкові, друкувався у газетах і журналах «Червоний Шлях», «Життя й Революція», «ВАПЛІТЕ», «Літературний ярмарок», «Глобус» та ін.
Належав до Асоціації панфутуристів з 1923 р., з 1927 р. — до ВАПЛІТЕ.
Працював садівником в Алушті, потім повернувся до Харкова і закінчив Харківський державний університет (1936). Обвинувачений режимною критикою в «націоналізмі». Перестають друкувати, вчителює. 1931—1941 — не публікувався.
По війні у Німеччині, з 1950 у США, друкувався в журналах і газетах, видав збірку «Проліски» (вірші для дітей, 1969). Друкувався в еміграційних журналах, був редактором дитячого журналу «Новак» (Авґсбурґ).
Помер 21 березня 1977 року у Нью-Йорку.

## Творчість
Автор збірок «Ранок» (1929), «Гомін буднів» (1930), «Проліски»
(1969), багатьох творів для дітей.
Окремі видання:
- Щербина Н. Лісова людина. Гвоздики // Слово. Збірник 2: Література. Мистецтво. Критика. Мемуари. Документи. — Нью-Йорк, 1964. — С. 15.
- Щербина Н. Рубаї та добейті. Ірландські народні пісні-мініатюри // Слово. Збірник 7. -Едмонтон, 1978. — С. 66-70.